# Indre Bykredsen
Indre Bykredsen er fra 2007 en nyoprettet opstillingskreds i Københavns Storkreds. Kredsen består af det meste af den gamle Rådhuskreds samt Christianshavn-delen af Christianshavnskredsen, begge fra Søndre Storkreds samt dele af Østbanekredsen fra Østre Storkreds.
Indre Bykredsen omfatter den del af Københavns Kommune, som begrænses af havneløbet, Langeliniepromenaden, Langeliniebroens forlængelsesvej, Kystbanen, Classensgade, Sortedamssøen, Peblingesøen, kommunegrænsen til Frederiksberg Kommune, Gl. Kongevej, Trommesalen, Vesterbrogade, Bernstorffsgade, havneløbet, Christianshavns Voldgrav til en linje syd for Margretheholm, Margretheholm Havn og ud i Øresund, samt søforterne.

## Folketingskandidater pr. 25/11-2018
| Liste | Parti                       | Kandidat | Bemærk                                                           |
| ----- | --------------------------- | --- | ---------------------------------------------------------------- |
| A     | Socialdemokratiet           | Simon Simonsen |                                                                  |
| B     | Radikale Venstre            | Mia Nyegaard |                                                                  |
| C     | Det Konservative Folkeparti | Helle Bonnesen |                                                                  |
| D     | Nye Borgerlige              | |                                                                  |
| F     | Socialistisk Folkeparti     | |                                                                  |
| I     | Liberal Alliance            | |                                                                  |
| O     | Dansk Folkeparti            | Lars Vestergaard |                                                                  |
| V     | Venstre                     | Bo Sandroos |                                                                  |
| Ø     | Enhedslisten                | Jette Gottlieb |                                                                  |
| Å     | Alternativet                | Uffe Elbæk, Carolina Magdalene Maier, Kåre Traberg Smidt, Jan Kristoffersen, Asbjørn William Ammitzbøll Flügge, Henrik Marstal, Jonathan Ries, Nina Svane-Mikkelsen, Shahzad Riaz, Rolf Bjerre, Mette Rose Nielsen | Er opstillet i samtlige opstillingskredse i Københavns storkreds |